# Кармелитки Божественного Сердца Иисуса

Блаженная Мария Тереза Святого Иосифа, основательница конгрегации.

Кармелитки Божественного Сердца Иисуса или Конгрегация Сестер Кармелиток Божественного Сердца Иисуса (нем. Karmelitinnen vom Göttlichen Herzen Jesu, лат. Congregatio Sororum Carmelitarum a Divino Corde Iesu) — женский институт посвященной жизни в Римско-католической церкви, основанный в Берлине 2 июля 1891 года блаженной Марией Терезой Святого Иосифа и утверждённый 12 мая 1930 года Святым Престолом. Институт является ветвью регулярных терциариев Ордена Босых Кармелитов и обозначается аббревиатурой DCJ.

## История
2 июля 1891 года Анна Мария Таушер ван ден Бош, недавно перешедшая из лютеранства в католицизм, основала «Дом Святого Иосифа» для оказания помощи детям-сиротам и беспризорным. Это учреждение положило начало будущей Конгрегации Сестер Кармелиток Божественного Сердца Иисуса. Вскоре, благодаря активной деятельности основательницы, дома института появились за пределами Германии.
В 1904 году после открытия дома в Рокка ди Папа вспомогательный епископ Фраскати кардинал Франческо Сатолли предоставил конгрегации статус епархиального учреждения. 25 октября 1904 года институт, сохранив автономию, стал ветвью Третьего Ордена Босых Кармелитов. 9 мая 1910 года конгрегация получила от Святого Престола декрет одобрения и 12 мая 1930 года она была окончательно утверждена в статусе института папского права.

## В настоящее время
В 2005 году 454 сестры трудились в 53 домах конгрегации в Австрии, Германии, Нидерландах, Исландии, Италии, России, Венгрии, Хорватии, Бразилии, Венесуэле, Никарагуа, Канаде, США, Камеруне, Нигерии. С 1922 года главный дом института находится в Ситтарде, в Нидерландах.
В России сестры работали в приходе Пресвятой Троицы в Таганроге. Летом 2023 года сёстры отозваны в Хорватию, их дом закрыт.

### Деятельность
Кармелитки Божественного Сердца Иисуса сочетают созерцательную жизнь в духе кармелитов с апостольским служением всем, кто нуждается в помощи, главным образом детям-сиротам, беспризорникам и пожилым людям. Они также занимаются воспитанием и обучением детей, и помогают священникам в работе на приходах. В институте особенно почитается Святейшее Сердце Иисуса.

«Истинные кармелитки Божественного Сердца Иисуса должны спускаться с горних высот Кармеля ради утешения человечества, подобно Ангелу мира и утешения».
Мария Тереза Святого Иосифа (Таушер ван ден Бош).

## Покровители конгрегации
Покровителями конгрегации являются Божья Матерь Кармельская, Святой Иосиф, Святой Илия, Святая Тереза Иисуса, Святой Иоанн Креста, Святой Франциск Ксаверий и Святая Тереза Младенца Иисуса. Основательница института блаженная Мария Тереза Святого Иосифа (Таушер ван ден Бош) 13 мая 2006 года была причислена к лику блаженных.

## Источник
- Annuario Pontificio, Libreria Editrice Vaticana, Città del Vaticano, 2007. ISBN 978-88-209-7908-9.  (итал.)
- Guerrino Pelliccia e Giancarlo Rocca (curr.), Dizionario degli Istituti di Perfezione (10 voll.), Edizioni paoline, Milano 1974—2003.